# Cantone di Abbeville-Nord
Il Cantone di Abbeville-Nord era una divisione amministrativa dell'arrondissement di Abbeville.
È stato soppresso a seguito della riforma complessiva dei cantoni del 2014, che è entrata in vigore con le elezioni dipartimentali del 2015.
Comprendeva parte della città di Abbeville e i comuni di:
- Bellancourt
- Caours
- Drucat
- Grand-Laviers
- Neufmoulin
- Vauchelles-les-Quesnoy